# Gallobelgicus
Gallobelgicus is een geslacht van wantsen uit de familie van de Reduviidae (Roofwantsen). Het geslacht werd voor het eerst wetenschappelijk beschreven door William Lucas Distant in 1906.

## Soorten
Het genus bevat de volgende soorten:

- Gallobelgicus heissi Rédei & Tsai, 2009
- Gallobelgicus monticolus Miller, 1957
- Gallobelgicus nigrovittatus Ishikawa, 2003
- Gallobelgicus saevus Bergroth, 1913
- Gallobelgicus siamensis Miller, 1957
- Gallobelgicus typicus Distant, 1906